# Andloken
Andloken är en sjö i Ragunda kommun i Jämtland och ingår i Indalsälvens huvudavrinningsområde.